# Квант-1
КВАНТ (ЦМ-Э, 37КЭ, индекс: 11Ф37) — второй модуль советской орбитальной космической станции «Мир». Первый модуль, пристыкованный к базовому блоку станции.
На борту модуля находились инструменты для проведения астрофизических наблюдений (обсерватория РЕНТГЕН),
а также исследований в области материаловедения и биологии.

## Характеристики
- Масса: 11 050 кг.
- Длина: 5,8 м.
- Максимальный диаметр: 4,15 м.
- Объём (находящийся под атмосферным давлением): 40 м³.

## История
Модуль «Квант» был первой экспериментальной версией модулей типа 37K с возвращаемым аппаратом ТКС (Транспортный корабль снабжения), изначально планировалось пристыковать его к орбитальной станции «Салют-7». Разработка аппарата была начата 19 сентября 1979 года. Система управления модулем разработана харьковским НПО «Электроприбор».
Изначально планировалось создание восьми аппаратов 37К.
- Один экспериментальный 37КЭ (с использованием функционально-грузового блока (ФГБ) от транспортного корабля снабжения, разработанного в НПО Машиностроения, в качестве двигателя) для пристыковки к станции «Салют-7».
- Четыре модуля 37КС для станции «Мир». Эти модули планировалось доставить до станции и пристыковать при помощи нового, более лёгкого ФГБ.
- Три модуля 37КБ планировалось доставить в грузовом отсеке орбитального многоразового корабля «Буран». Эти модули могли остаться пристыкованными к «Бурану», либо могли быть пристыкованы к станции «Мир» или «Мир-2» манипулятором «Бурана».

Модуль «Квант-1» с функционально-грузовым блоком

Модуль «Квант»

Аппарат 37КЭ получил название «Квант» и был оборудован инструментами для астрофизических исследований.
На аппарате использовались система управления от станции «Салют-5Б» и система ориентации на гиродинах,
разработанная для орбитальной станции «Алмаз». Доработку модуля не успели завершить к концу существования орбитальной станции «Салют-7», поэтому его решили пристыковать к станции «Мир». Однако к тому времени
планировалось, что орбита станции «Мир» будет иметь наклонение 65°, и ракета-носитель «Протон»,
планировавшаяся для запуска «Кванта», не могла доставить тяжёлый аппарат на такую орбиту. В январе 1985 года угол наклонения орбиты «Мира» был изменён до 51,6°,
что позволяло доставить «Квант» к станции ракетой «Протон». Однако теперь планировалось, что «Квант» будет
пристыкован к заднему стыковочному порту «Мира», что потребовало дополнительных кабелей для перекачки
ракетного топлива от грузового корабля «Прогресс» на станцию. Это в очередной раз увеличило взлётный вес «Кванта», что привело к необходимости уменьшить запас топлива на функционально-грузовом блоке.
Несмотря на это взлётный вес «Кванта» составил 22,8 тонны, и таким образом «Квант» являлся самой тяжёлой
полезной нагрузкой, когда-либо запущенной при помощи ракеты-носителя «Протон» (Шаттл выводил максимальный груз равный 22 753 кг — космический телескоп «Чандра»).

## Запуск и стыковка

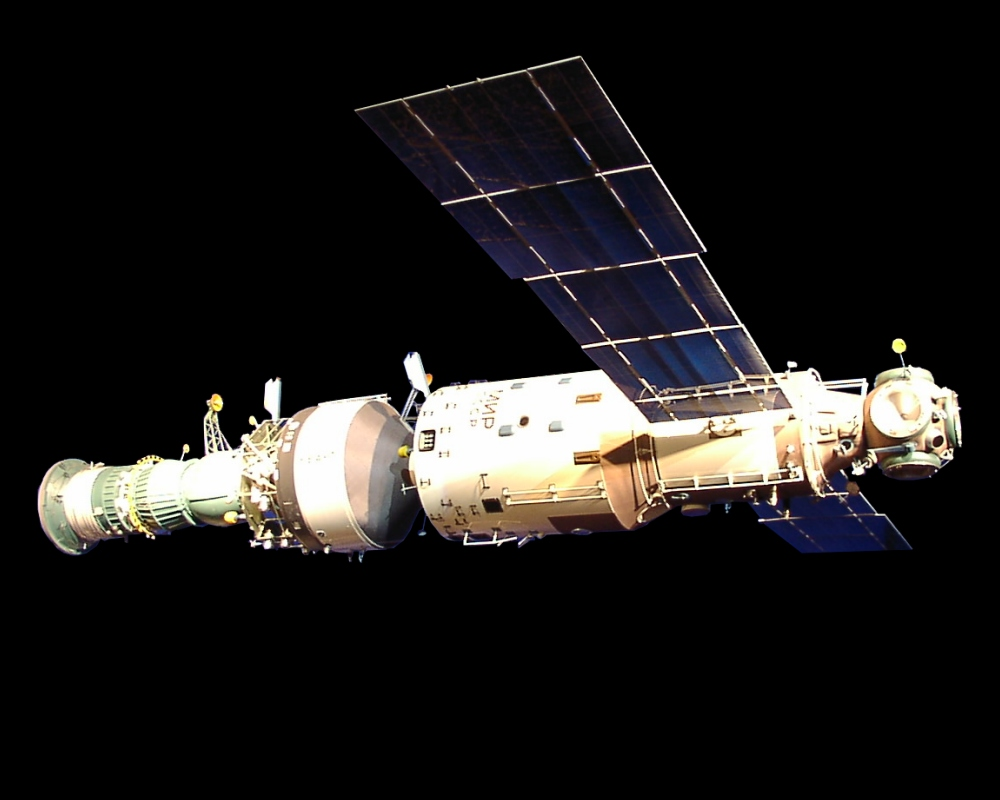
«Квант-1», пристыкованный к станции «Мир». К модулю «Квант» пристыкован грузовой корабль «Прогресс» (макет)

«Квант» и его функционально-грузовой блок (ФГБ) был запущен 31 марта 1987 года. Во время запуска космический корабль Союз ТМ-2 уже был пристыкован к станции. 2 и 5 апреля функционально-грузовой блок провёл основные манёвры по пристыковке к станции «Мир».
Первая попытка стыковки была неудачной — приблизительно на расстоянии 200 м от станции система стыковки «Игла» потеряла пеленг, и модуль прошёл в 10 метрах от станции. Модуль «Квант» и функционально-грузовой блок продрейфовали 400 км перед тем, как двигатели ФГБ были использованы для его возвращения.
Вторая попытка первичной стыковки была успешно завершена 9 апреля 1987 года. Однако окончательная, жёсткая стыковка модуля не удавалась: до совмещения шпангоутов СУ не хватало 35—40 мм. В такой конфигурации невозможно было проводить корректировку ориентации станции под угрозой её повреждения. Для прояснения ситуации 11 апреля экипаж станции совершил выход в открытый космос. Оказалось, что окончательной жёсткой стыковке мешал станционный мусор, находившийся рядом со стыковочным блоком. После того, как мусор был убран, «Квант» был окончательно пристыкован к станции.
ФГБ после отстыковки от «Кванта» (12 апреля) был возвращён на Землю.

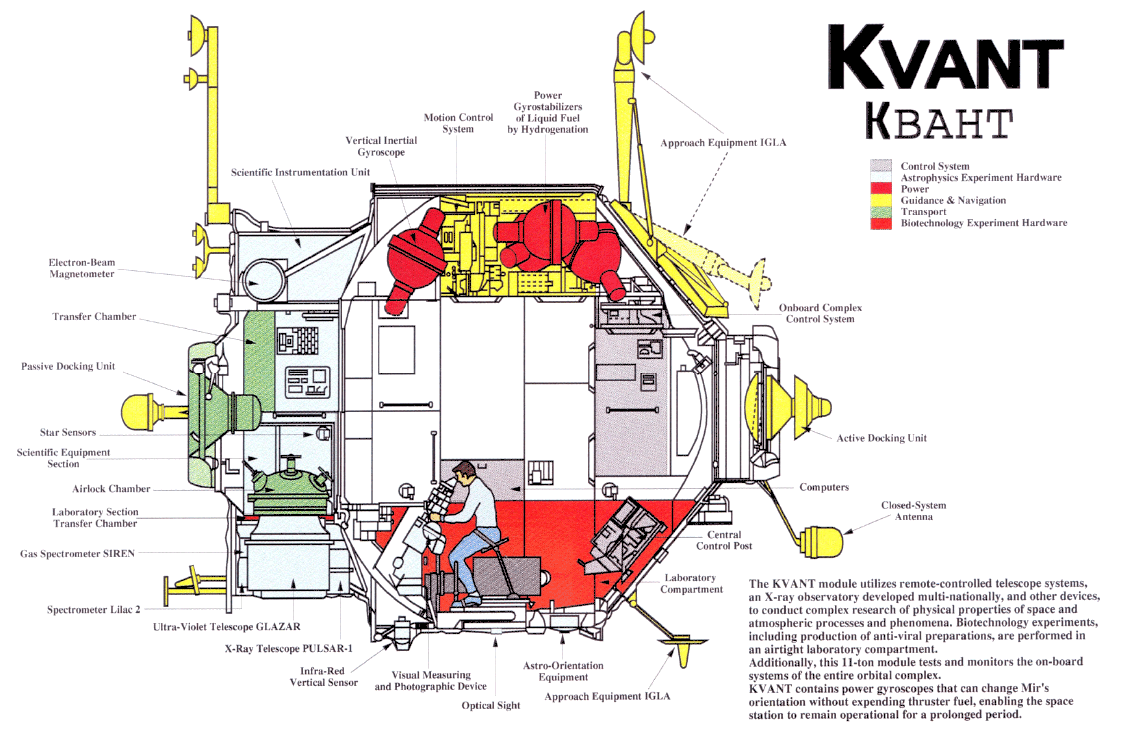
Схема модуля «Квант»

## Инструменты

Модель модуля «Квант-1» в зале космонавтики Пензенского планетария

Модуль «Квант» состоял из двух отсеков, пригодных для работы экипажа, и одного аппаратного отсека. Квант имел шесть гиродинов, которые могли использоваться для переориентации станции без использования двигателей коррекции, а также содержал некоторые системы жизнеобеспечения космонавтов, такие как генератор кислорода и аппаратура для удаления углекислого газа из воздуха станции. На «Квант» была доставлена дополнительная солнечная батарея, которая впоследствии (в июне 1987 года) была установлена на основном модуле станции. В комплекс научной аппаратуры модуля входила так называемая астрофизическая обсерватория «РЕНТГЕН». В состав этой обсерватории входило несколько инструментов.

### TTM
Телескоп с теневой маской (ТТМ), английский вариант названия COMIS/Coded Mask Imaging Spectrometer, — широкоугольная камера, использующая в качестве входной апертуры кодирующую маску для определения положения источников. Телескоп ТТМ был разработан в сотрудничестве с Лабораторией Космических Исследований в Утрехте (Нидерланды) и Школой Физики и Космических Исследований Бирмингемского Университета (Великобритания). Телескоп ТТМ являлся первым в мире орбитальным рентгеновским телескопом, использовавшим принцип кодирующей апертуры для построения изображений. Поле зрения телескопа — 15×15 градусов, угловое разрешение около 2 угловых минут. Рабочий диапазон телескопа 2—30 кэВ, энергетическое разрешение, определяемое свойствами позиционно-чувствительного пропорционального счётчика, использовавшегося для регистрации фотонов, около 20 % на энергии 6 кэВ. Детектор был заполнен смесью ксенона (95 %) и углекислого газа (5 %) под давлением в 1 атм. Рабочая площадь детектора составляла 540 см².

### HEXE
Спектрометр HEXE являлся разработкой Института внеземной физики общества им. Макса Планка.
Спектрометр состоял из четырёх детекторов NaI(Tl) и CsI(Tl) и работающих по принципу «фосвич» (англ. Phoswich detector). Поле зрения инструмента ограничивалось коллиматорами размером 1,5×1,5 градуса (ширина на полувысоте). Каждый из 4 идентичных детекторов HEXTE имел эффективную площадь около 200 квадратных сантиметров. Рабочий диапазон энергий инструмента 15—200 кэВ. В этом спектральном диапазоне большую важность имеет возможность максимально надёжно учесть вклад инструментального фона, что делалось при помощи принципа «качающегося» коллиматора. Детекторы инструмента некоторое время смотрели на источник, после чего в течение нескольких минут отворачивались на 2,5 градуса и смотрели на «чистое» небо, что фактически означало измерение инструментального фона детектора. В качестве пассивной защиты с боковых и задней стороны инструмента использовались покрытия из свинца, олова и меди.

### Siren2
Газовый сцинцилляционный пропорциональный спектрометр, разработанный в ЕКА, предназначался для получения спектров с энергетическим разрешением, значительно превышающим таковое у газового счётчика телескопа ТТМ. Поле зрения инструмента ограничивалось коллиматором размером 3 градуса. Рабочий энергетический диапазон 2—100 кэВ. Эффективная площадь около 300 см2. Стабильность энергетической шкалы обеспечивалась слежением за набором калибровочных эмиссионных линий. К сожалению, практически в самом начале работы обсерватории инструмент вышел из строя.

### Пульсар Х-1
Комплекс «Пульсар Х-1» состоял из двух спектрометров: «Спектр» и «Ира». Спектрометр «Спектр» представлял собой комплекс из 4 идентичных детекторов (эффективной площадью 314 см2), изготовленных из кристалла NaI с регистрирующими фотоумножителями, окружённый активной антисовпадательной защитой из CsI. Рабочий диапазон энергий спектрометра 20—800 кэВ. Поле зрения было ограничено коллиматором размером 3×3 градуса. Спектрометр «Ира» предназначался для регистрации гамма-всплесков. Регистрирующая часть была полностью идентична спектрометру «Спектр» за исключением того, что его поле зрения не было ограничено коллиматором.

### Глазар
Ультрафиолетовый телескоп «Глазар», разработанный в Специальном конструкторском бюро «Гранит» (Армения) в сотрудничестве с Бюраканской Астрофизической обсерваторией, был предназначен для сканирования неба на длине волны 1600 ангстрем с целью поиска галактик и квазаров (комбинация этих двух слов отражена в названии телескопа), имеющих избыток в ультрафиолетовом диапазоне. Обнаруженные объекты планировалось затем более подробно исследовать другими инструментами. В дополнение ожидалось, что телескоп измерит ультрафиолетовый поток ряда известных источников в нашей Галактике и за её пределами.
Телескоп был построен по схеме Ричи — Кретьена и имел поле зрения диаметром 1,3 градуса, угловое разрешение около 20 угловых секунд. Фокусное расстояние телескопа 1,7 м, диаметр главного зеркала — 40 см. Микроканальная пластина, размещённая в фокальной плоскости телескопа, смещала изображение из ультрафиолетового в видимый диапазон, где оно фиксировалось на обычную фотоплёнку (Кодак 103а-G). Две коррекционные линзы из фторида лития, катод из иодида цезия, окно катода из иодида магния и интерференционный фильтр из фторида кальция ограничивали пропускание оптической системы телескопа диапазоном длин волн шириной 250 ангстрем вокруг длины волны 1640 ангстрем. Телескоп был установлен на платформу на внешней стороне модуля «Квант». Пара звёздных датчиков телескопа использовалась для фиксации его поля зрения в двух осях, ещё пара звёздных датчиков, наклонённые по 41 и 45 градусов по отношению к оптической оси телескопа служили для предотвращения его вращения вокруг оси. Наблюдения проводились во время, когда станция «Мир» находилась в тени Земли, типично длина таких наблюдений составляла 20—30 минут. Телескоп мог работать как в автоматическом режиме, так и в режиме ручного управления. После того, как кассета с плёнкой заканчивалась, космонавты заменяли её новой, используя передаточную камеру. Каждая кассета содержала около 8 м плёнки, дающих возможность сделать более 150 фотографий. Тестовые наблюдения телескопа были проведены в июне — июле 1987 года. Наблюдения показали, что чувствительность телескопа меньше, чем ожидалось, в результате чего обзоры всего неба не проводились. Основным режимом работы телескопа были наблюдения скоплений звёзд типа OB.
В 1990 году телескоп был дополнен ультрафиолетовым телескопом «Глазар-2».

### Светлана
Модуль, содержащий инструменты для биологических исследований.

## Дальнейшие модификации
В конце 1987 года обнаружились проблемы с телескопом ТТМ. Детектор телескопа время от времени отключался, стал выходить из строя генератор высокого напряжения детектора. По просьбе советских, датских и британских ученых было решено провести ремонт телескопа силами орбитальной команды. В конце июня 1988 года запасной детектор был доставлен на станцию. Во второй половине 1988 года детектор телескопа ТТМ был заменён на новый в ходе двух выходов в космос орбитальной команды. В первом выходе космонавтов (30 июня) заменить детектор не удалось ввиду сложности удаления креплений телескопа. Повторный выход в космос для замены детектора был произведён 20 октября 1988 года. Во время этого выхода впервые был использован скафандр Орлан-ДМА.
В январе 1991 года на модуль «Квант» была установлена поддерживающая конструкция, изначально предназначенная для крепления солнечных батарей. В июле 1991 года экипаж станции в результате четырёх выходов в космос установил ферму «Софора», которая предназначалась для установки дополнительного двигателя коррекции, а также для приборов вне корпуса станции. Для улучшения управляемости орбитальной станции двигатель коррекции (доставленный грузовым кораблём Прогресс М-14) был установлен на ферму Софора в сентябре 1992 года. В сентябре 1993 года на модуль «Квант» была установлена ферма «Рапана». Работы по установке фермы были экспериментальными с целью протестировать возможные работы на планировавшейся станции «Мир-2». В дальнейшем на ферму «Рапана» устанавливались различные инструменты. 22 мая 1995 года на «Квант» была переустановлена одна из панелей солнечных батарей модуля «Кристалл». В мае 1996 года на «Квант» была установлена дополнительная солнечная батарея, доставленная со стыковочным модулем станции «Мир». В июне 1996 была удлинена ферма «Рапана». В ноябре 1997 года старые панели солнечных батарей, поставленные на «Квант» с модуля «Кристалл», были убраны, и на их место поставлен новый комплекс солнечных панелей. В апреле 1998 года старый двигатель коррекции, стоявший на ферме «Софора», был заменён на новый.

## Основные научные результаты
Среди важнейших научных открытий и достижений, полученных при помощи наблюдений на модуле Квант, следует отметить:
- Открытие жёсткого рентгеновского излучения от сверхновой SN 1987A. Первые и единственные до настоящего времени широкополосные (~1—1000 кэВ) спектры излучения сверхновой SN1987а[5].
- Впервые обнаружено жёсткое рентгеновское/гамма-излучение рентгеновских новых, простирающееся до энергий выше 200—300 кэВ, что позволило указать на влияние нетепловых процессов на формирование по крайней мере части излучения аккрецирующих чёрных дыр[6][7].
- Получены широкополосные спектры ряда интереснейших рентгеновских новых[8], пульсаров[9].
- Изображения области центра Галактики в широком диапазоне энергий[10].
- Открытие ряда аккрецирующих нейтронных звёзд и чёрных дыр. Ввиду того, что инструменты обсерватории «Рентген» работали только малую долю времени, скорость открытий новых аккрецирующих чёрных дыр и нейтронных звёзд доходила до одного открытия за 3 дня наблюдений. Среди открытых источников можно, например, упомянуть о нейтронной звезде, вращающейся с частотой 524 Гц (эта частота соответствует ноте «До» второй октавы).

В целом по результатам наблюдений приборов астрофизического модуля «Квант» опубликовано более 100 работ.
В научной литературе существует более 800 работ, в которых упоминаются результаты наблюдений обсерватории «Мир-Квант».